# Милан Бабић (политичар)
Милан Бабић (Кукар, 26. фебруар 1956 — Схевенинген, 5. март 2006) био је политичар и стоматолог. У разним периодима од 1991. до 1995. године био је председник Владе САО Крајине и председник Владе Републике Српске Крајине. Хашки трибунал у Хагу га је оптужио за злочине против човечности. Бабић је 2004. године постао први оптуженик тог суда који је признао кривицу, после чега је осуђен на 13 година затвора. Појавио се 2004. године на суђењу бившем председнику Србије и Југославије Слободан Милошевићу као сведок оптужбе. Извршио је самоубиство 5. марта 2006. године, у затворској ћелији у Схевенингену.

## Улазак у политику
Др Милан Бабић је рођен 26. фебруара 1956. у селу Кукар код Врлике. Дипломирао је 1981. на Стоматолошком факултету у Београду. 1989. године, постао је један од директора здравственог центра у Книну, града у југозападном делу Хрватске, познатом као Крајина, историјски већински насељене етничким српским становништвом. Бабић је у политику ушао 1990, када се СФР Југославија почела убрзано распадати, напуштајући Савез комуниста Хрватске и придружујући се Српској демократској странци као један од оснивача 17. фебруара 1990. у Книну. Био је председник Одбора СДС-а за Книн и шеф изборног штаба странке на првим вишестраначким изборима у Хрватској. СДС је освојила убедљиву победу у општинама са већинским српским становништвом, а Бабић је изабран за председника Скупштине општине Книн.
У ово време, Срби су били конститутиван народ у СР Хрватској и чинили око 11% укупног становништва, што као мањинско становништво по хрватским градовима, што као компактна већина у пограничним областима некадашње Војне крајине и уз границу са Србијом (источна Славонија); касније (1992) ће се СДС у основи по овим линијама поделити на радикалну Бабићеву СДС Крајине и умерену СДС Хрватске коју је водио првобитни оснивач др Јован Рашковић. Као и другде у Југославији, у Хрватској су победу на изборима однели националисти Фрање Туђмана (ХДЗ) који су је почели водити ка независности од СФРЈ, чему се успротивила српска национална заједница, уз политичку и војну подршку Југословенске народне армије. Разлози за овај отпор Срба независности Хрватске потицали су како из геноцида којем су током Другог светског рата били изложени у Независној Држави Хрватској чија је иконографија у време сировог национализма раних деведесетих често неометано оживљавана широм Хрватске, тако и у чињеници да је Југославија, осим што је била оквир за заједнички живот јужнословенских народа, омогућавала и српском народу, стицајем историјских околности распршеном широм Балкана, живот у једној држави уз уважавање конститутивности својих суседа. Крајишки српски националисти основали су Српски национални савет ради отпора Туђмановим потезима; Бабић је изабран за председника овог Савета.

## Независност Крајине
Септембра 1990. организован је референдум на којем су се крајишки Срби већином од 99,7% определили за „суверенитет и аутономију“ Срба у Хрватској, и који је хрватска власт прогласила нелегалним и неважећим. Бабићева администрација у Книну је потом 21. децембра 1990. основала Српску аутономну област (САО) Крајину, која је потом 1. априла 1991. прогласила отцепљење од Хрватске и прикључење Србији. (Власт у Србији никада није званично признала српске државе на територији Хрватске и Босне и Херцеговине.) Већински српске општине у источној Хрватској (Источна Славонија, Барања и западни Срем) су објавиле прикључење САО Крајини. Др Бабић је 30. априла изабран за Председника Извршног савета САО Крајине, а потом га је Српска скупштина Крајине поставила и за министра унутрашњих послова и министра одбране. Бабић формира оружане снаге, блокира путеве („балван револуција“) и тако ефективно прекида везе Далмације са остатком Хрватске. Одмах потом, прво на Плитвицама а затим и другде, избијају и оружани сукоби између крајишких Срба и новооснованих хрватских оружаних снага, са десетинама мртвих на обе стране. Југословенска народна армија, под контролом тада већ нефункционишућег Председништва СФРЈ (у којем је Милошевић руководио са четири, а републике које су тежиле отцепљењу са остала четири гласа), у почетку је покушавала да стоји између зараћених страна али је временом прешла на српску страну.
Оптужница Хашког трибунала описује како је око августа 1991. Бабић постао део „заједничког криминалног подухвата“ са циљем да трајно и силом одстрани несрпско становништво са територије под својом управом и потом их припоји новој држави под српском контролом; међу другима оптуженима за овај подухват су и Слободан Милошевић, др Војислав Шешељ, чије су паравојне јединице учествовале у дејствима у Хрватској, Милан Мартић, такође председник Крајине, те неколико официра ЈНА укључујући и генерала Ратка Младића, у то време команданта снага ЈНА у Хрватској. Према сведочењу које је Бабић дао у свом предмету за ратне злочине, током лета 1991. тајна полиција Србије под Милошевићевом контролом је „успоставила паралелну структуру државне безбедности и полицију Крајине, те јединице којима је управљала Служба државне безбедности Србије“. Распламсао се и прави рат у којем је заузета трећина територије Хрватске и, тврди се, несрпско становништво етнички очишћено. Највеће борбе вођене су од августа до децембра 1991, током којих је око 80.000 Хрвата и Муслимана напустило Крајину, протерано или убијено. Још хиљаде су убијене или депортоване у источној Славонији, где је главну улогу играла ЈНА.

## Пад
У новембру 1991, специјални представник генералног секретара Уједињених нација Сајрус Венс предложио је план којим би Крајина била демилитаризована (оружје похрањено у складишта по систему „двоструког кључа”) и коју би потом штитиле мировне снаге Уједињених нација („плави шлемови“) које би биле распоређене на читавој њеној територији док би се водили политички разговори а на српским подручјима иначе очуван статус кво. Бабић се снажно успротивио овом плану и САО Крајина је 19. децембра 1991, датума када је немачки министар иностраних послова Ханс-Дитрих Геншер објавио да ће Немачка признати независност Хрватске (види и „Данке Дојчланд“), преименована у Републику Српску Крајину, којој су се у фебруару 1992. придружиле и српске области из источне Хрватске. Бабић је од Српске скупштине Крајине тражио да одбаци Венсов план, али неуспешно, јер је план подржавао Милошевић, кога су касније западне силе проглашавале за „фактора мира и стабилности на Балкану”. Милошевић је сматрао да су српски циљеви у Хрватској остварени и желео да повуче ЈНА пред долазећи рат у Босни и Херцеговини. Бабић је гурнут у страну, Скупштина РСК је члан усвојила 16. фебруара 1992, а онда је 26. фебруара Милошевић Бабића и формално одстранио и заменио га Гораном Хаџићем из источне Славоније, који је генерално виђен за њему далеко послушнију фигуру. Иако је Бабић остао активан у крајишкој политици као министар спољних послова, његов утицај био је веома слаб. Мировни разговори који су вођени по усвајању Венсовог плана нису дали резултате, а хашка оптужница тврди како несрпским избеглицама не само да није дозвољаван повратак већ се уништавањем њихових села, културних и историјских знамења чинило све како до њега никада не би дошло. Бабић је сведочио како је ова политика спровођена преко српске тајне полиције из Београда којом је управљао Милошевић, за којег је такође тврдио да је у потпуности управљао крајишком администрацијом и оружаним снагама; Милошевић је ове наводе негирао, тврдећи да их је Бабић измислио „у страху”.
На првим парламентарним и председничким изборима у Републици Српској Крајини 12. децембра 1993, Бабић је убедљиво победио противкандидата Милана Мартића, који је уживао нескривену подршку београдских власти, између осталог у виду медијске кампање. Београд је одбио да призна резултате и нови избори су одржани 23. јануара наредне године, на којима је Мартић изабран за председника а Борислав Микелић за председника Владе.
Јула 1995. Микелић је смењен. Изузетно тешка позиција у којој се на лето нашла Војска Републике Српске, нападана на терену са свих страна и изолована од Србије, учинила је да Бабић буде изабран за председника Владе Републике Српске Крајине, и буде проглашено њено уједињење са Републиком Српском. Бабић после дужег одбијања под јаким притиском Београда (власти, опозиције, СПЦ) прихвата план З-4, који је предвиђао широку аутономију за један део РСК у оквиру Хрватске, као основу за даље преговоре. Загреб није пристао на план З-4, рачунајући са тиме да ће, пошто је ВРС заузела Жепу и Сребреницу, међународна заједница одобрити војну акцију.
На позицији председника Владе Бабић је остао неколико недеља. Дана 4. августа 1995, Хрватска је отпочела Операцију Олуја. Београд је у потпуности игнорисао ситуацију (српска државна телевизија дуго није ни објавила вест о нападу, и у крајњем власти Србије су се задовољиле улагањем дипломатских протеста), стигла је наредба за повлачење и евакуацију и РСК је пала практично за неколико сати уз отпор који је потрајао до 7. августа. Стотине хиљада Срба, већина становништва РСК, избегло је ка тадашњој СР Југославији и Републици Српској.
Бабић је са породицом дошао у Београд два дана пре „Олује”. Живели су у Батајници гајући живину на имању рођака. Потом су живели у земунском насељу Алтина, у Ратарској улици, где је Бабић подигао нову кућу.

## Суђење и самоубиство
Децембра 2002, Бабић се појавио на суђењу за ратне злочине Слободану Милошевићу пред Хашким трибуналом као сведок оптужбе, где је сведочио да је Милошевић био лично умешан у сукоб у Хрватској. 18. новембра 2003, Трибунал је обелоданио и оптужницу против самог Бабића, теретећи га за злочине против човечности, укључујући и убиство стотине Хрвата и другог несрпског становништва у више села у Крајини од 1. августа 1991. до 15. фебруара 1992. године, и по још четири тачке оптужнице за кршење закона и обичаја ратовања. Иако се првобитно није изјаснио о оптужници, Бабић је према нагодби са тужилаштвом 27. јануара 2004. признао кривицу за злочине против човечности над хрватским цивилима 1991-92, док су тужиоци заузврат одустали од оптужби за кршење закона и обичаја ратовања. Бабић је у јавном саопштењу тада казао:
Излазим пред овај Трибунал са дубоким осећањем срамоте и кајања. Дозволио сам себи да учествујем у прогону најгоре врсте против људи само зато што су били Хрвати а не Срби. Жаљење које осећам због тога је бол са којим морам живети остатак живота. Молим моју браћу Хрвате да опросте браћи Србима. Преклињем мој српски народ да остави прошлост иза себе и окрене се будућности где ће добро, саосећање и правда на неки начин олакшати резултате зла у коме сам и сам учествовао.
Бабићево признање била је велика победа за хашко тужилаштво, како као једино признање кривице неког од учесника рата у Хрватској, тако и због потврде коју је дало њиховој тврдњи како је Милошевић био главна фигура у заједничком злочиначком подухвату у Хрватској.
Хашки трибунал је 28. јуна 2004. године Бабића осудио на 13 година затвора, одбацујући предлог тужилаштва за казну од 11 година. Суд је закључио да је Бабић крив за више но што га је Тужилаштво теретило али је имао у виду и добровољну предају: „Бабић није био главни покретач кампање прогона... Међутим, Претресно веће подсећа да је Бабић одлучио да остане на власти и да је пружао значајну подршку прогонима несрпског цивилног становништва”. Према Бабићевом захтеву из страха због својег сведочења, Трибунал никада није открио у којој ће он земљи служити казну.
Бабић је нађен мртав 5. марта 2006. у 18.30 након самоубиства у притвору Хашког трибунала у Схевенингену (Хаг, Холандија), где је боравио ради сведочења против Милана Мартића, свог наследника као председника РСК. Пре овога, сведочио је на суђењу Слободану Милошевићу и Момчилу Крајишнику, а планиран је и као сведок на суђењима Јовици Станишићу, Френкију Симатовићу и Војиславу Шешељу. Трибунал је потврдио самоубиство али не и информације да се Бабић обесио.
Милан Бабић је био ожењен Душанком Душком. Имали су сина Стефана и ћерку Јелену. Сахрањен је на Новом бежанијском гробљу у Београду.